# 네옴팔루스상과
네옴팔루스상과(Neomphaloidea)는 심해의 바다 달팽이 또는 삿갓조개 상과의 하나이다. 2005년 발표된 부쉐와 로크루아의 복족류 분류 체계는 고복족류로 분류했으나 현재는 네옴팔루스류로 분류하고 있다. "열수분출공 삿갓조개"로 흔히 알려져 있다.
열수분출공 삿갓조개류에 속하는 다른 상과로 렙페토드릴루스상과(Lepetodriloidea)가 있다.

## 하위 과
네옴팔루스상과에 포함되는 과는 아래와 같다.
- Melanodrymiidae Salvini-Plawen & Steiner, 1995
- 네옴팔루스과 (Neomphalidae) McLean, 1981
- Peltospiridae McLean, 1989
- 과 분류가 불확실한 속
  - Helicrenion Warén & Bouchet, 1993
  - Retiskenea Warén & Bouchet, 2001
  - Vetulonia Dall, 1913